# Alexander Dennis Enviro400 MMC
Alexander Dennis Enviro400 MMC — двухэтажный автобус особо большой вместимости производства Alexander Dennis, предназначенный для эксплуатации в странах с левосторонним движением. Пришёл на смену автобусу Alexander Dennis Enviro400.

## История
Производство автобуса Alexander Dennis Enviro400 MMC было начато 1 мая 2014 года. Представляет собой модернизацию автобуса Alexander Dennis Enviro400.
С сентября 2015 года производится гибридный автобус Enviro400H/ER.
В конце 2015 года было запущено серийное производство автобуса Enviro400 City. Это рестайлинг модели Alexander Dennis Enviro400 MMC, внешне похожий на Alexander Dennis Enviro200 MMC. Лестница сделана из стекла.
С 2018 года производится электробус Enviro400 EV.
С 2019 года также производится трёхосный автобус Enviro400 XLB на шасси Volvo B8L.

## Галерея

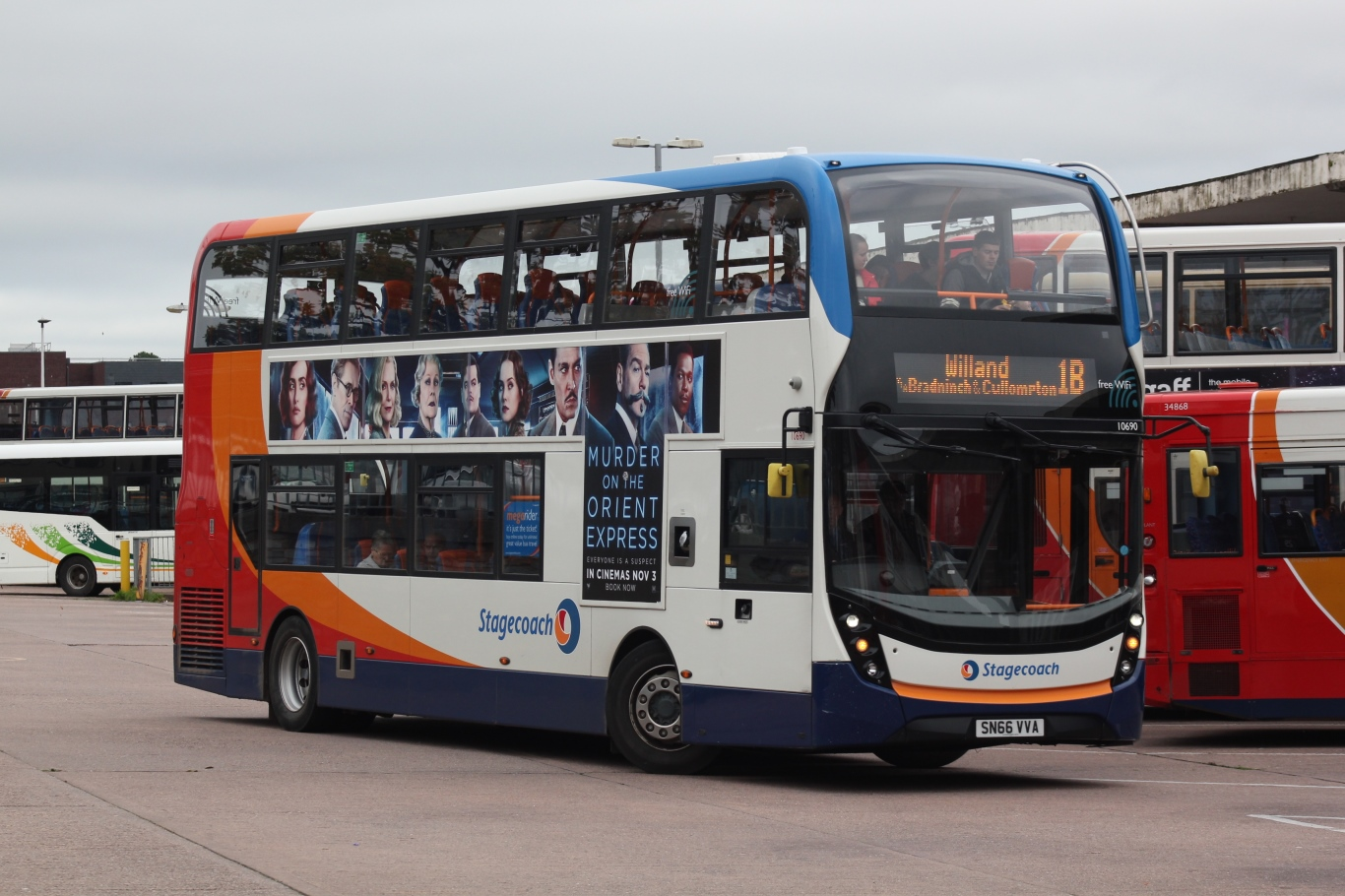
Enviro400 MMC
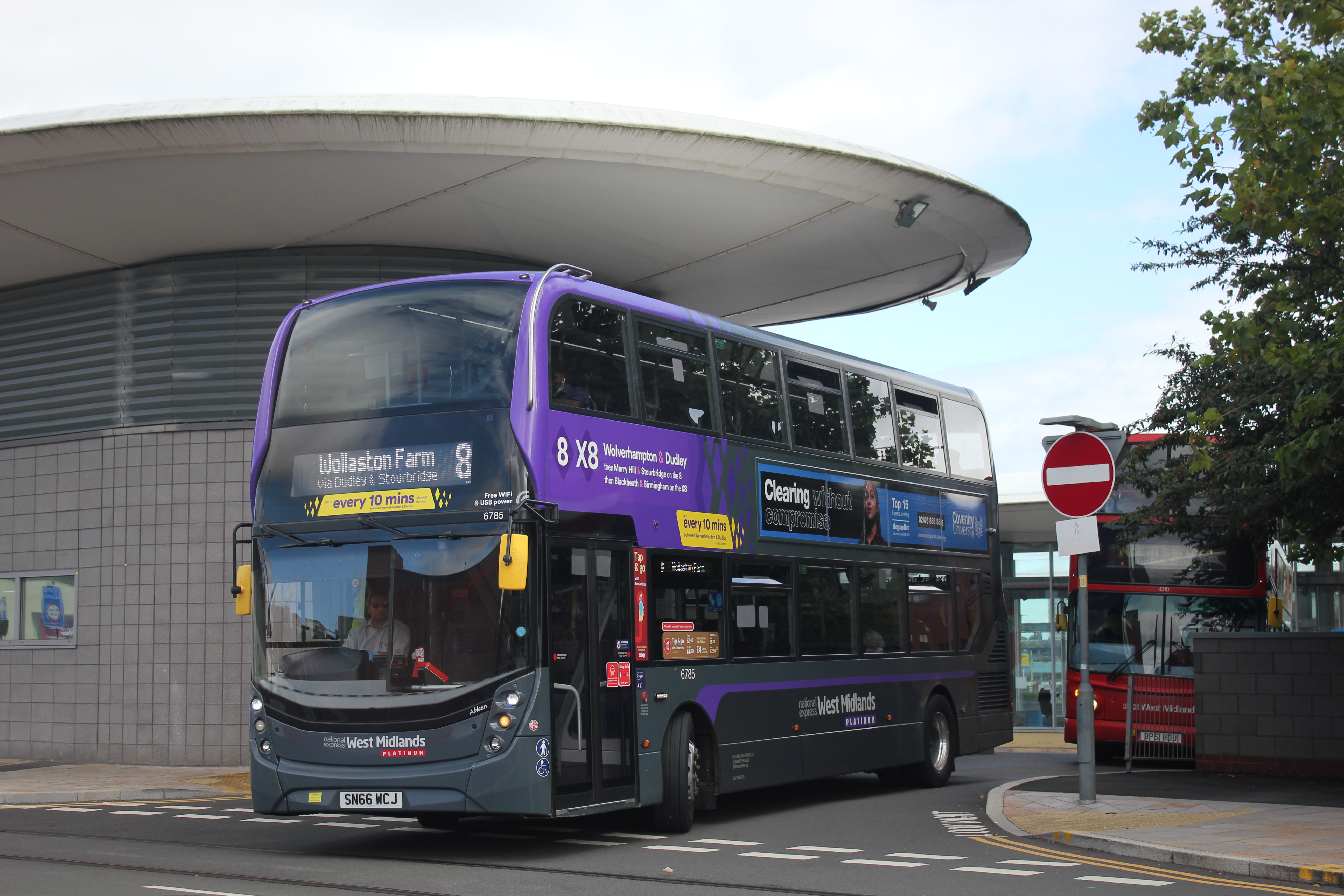
Enviro400 MMC
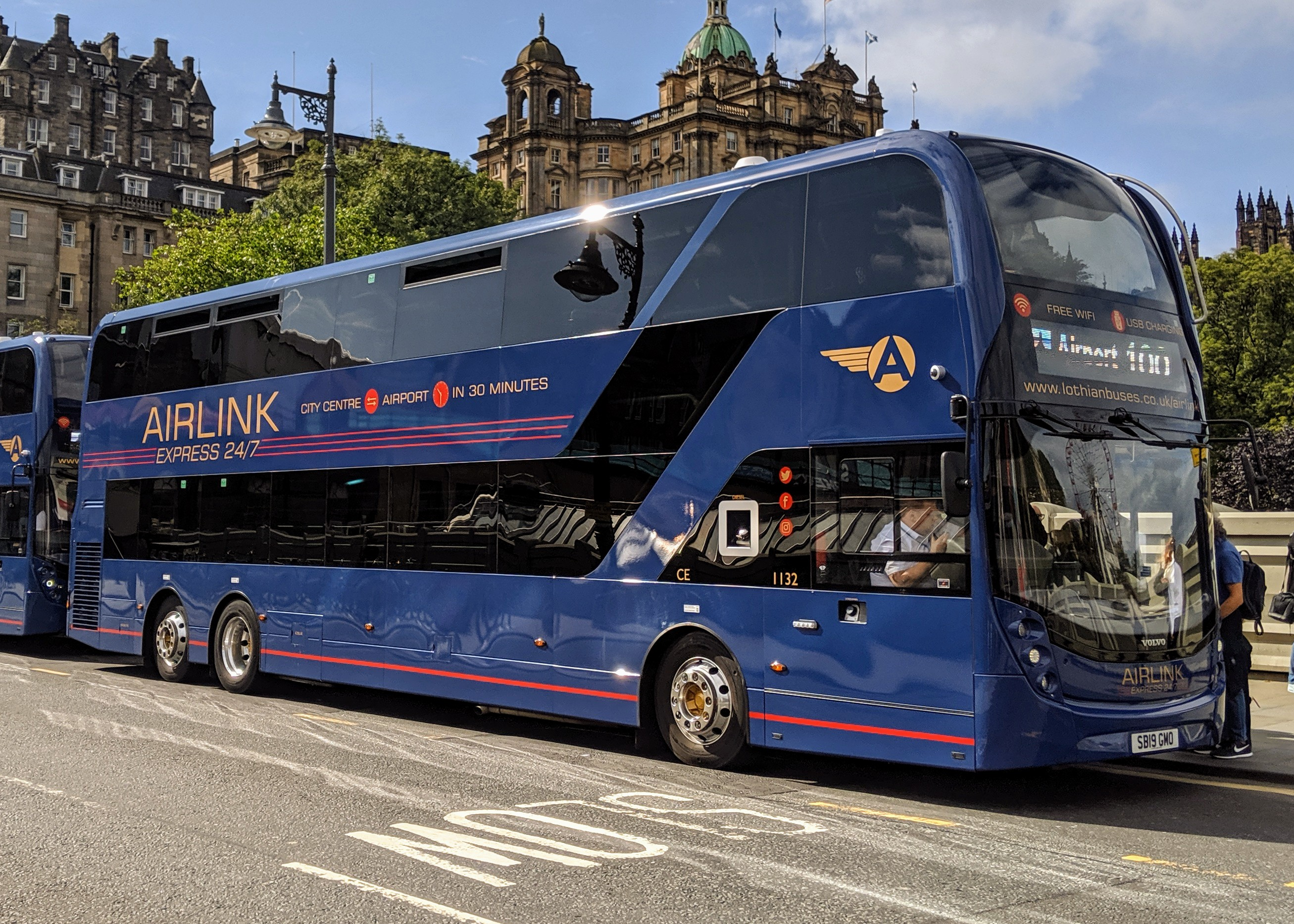
Enviro400XLB
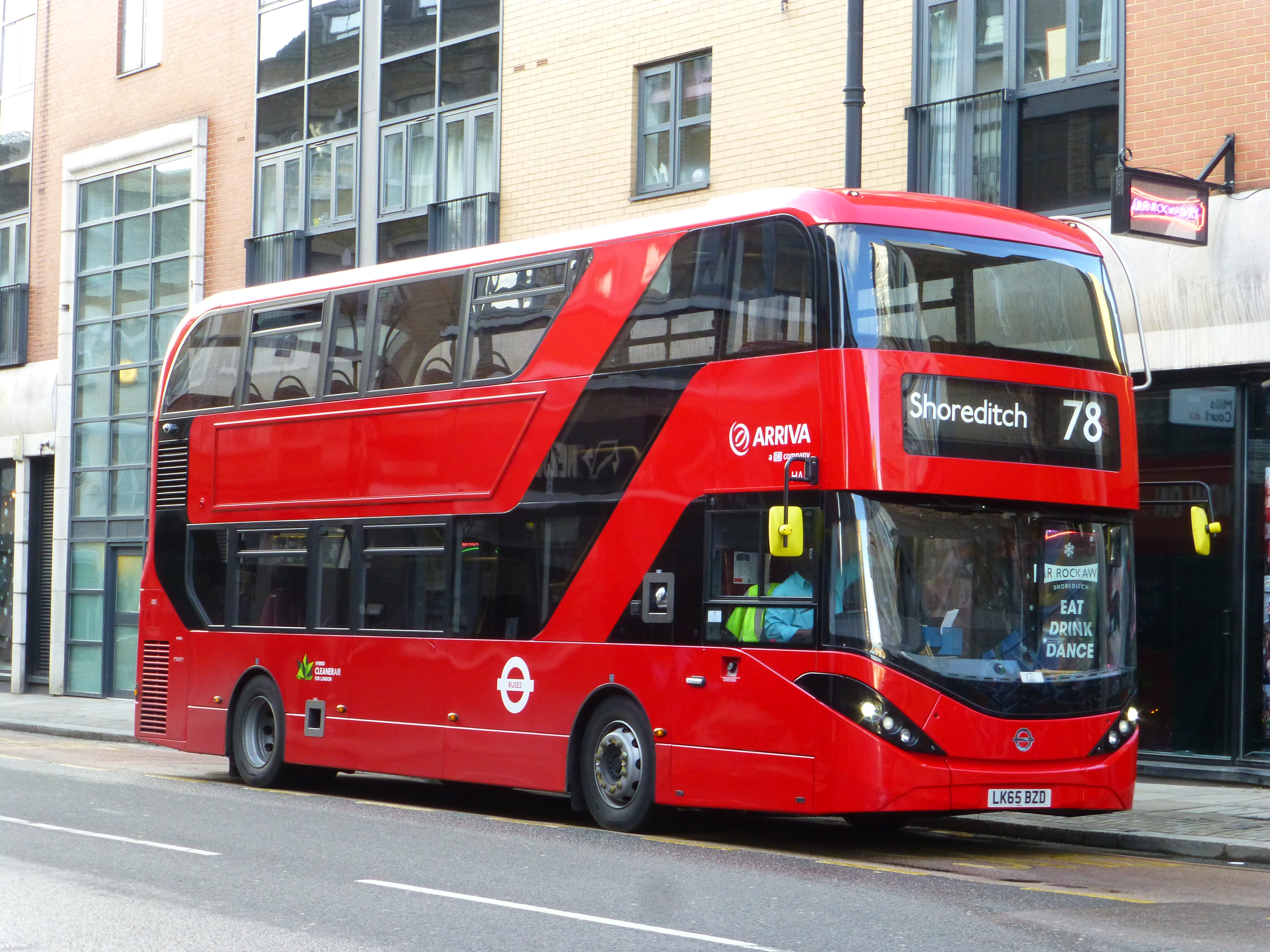
Enviro400 H в Лондоне
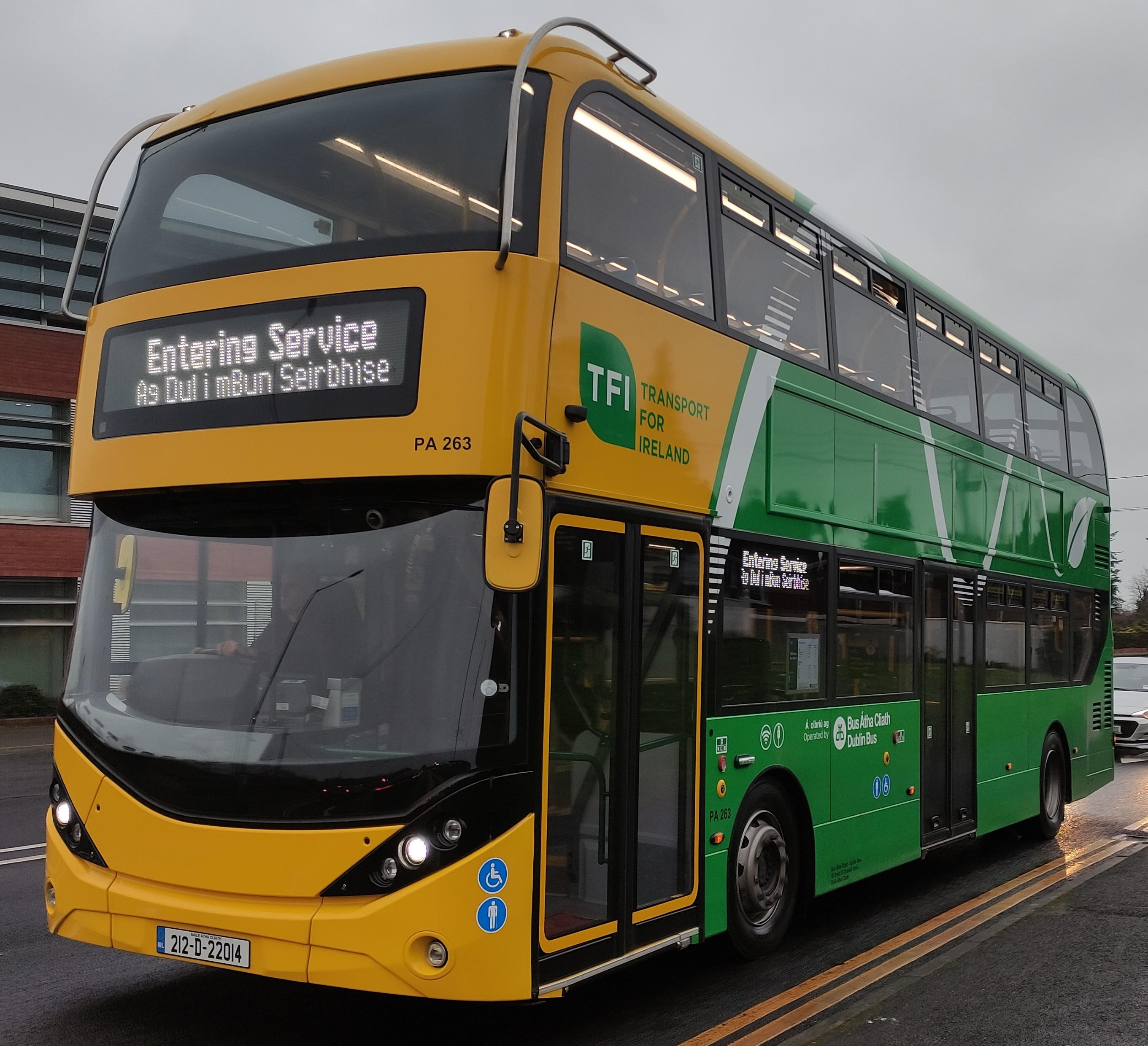
Enviro400 ER в Дублине
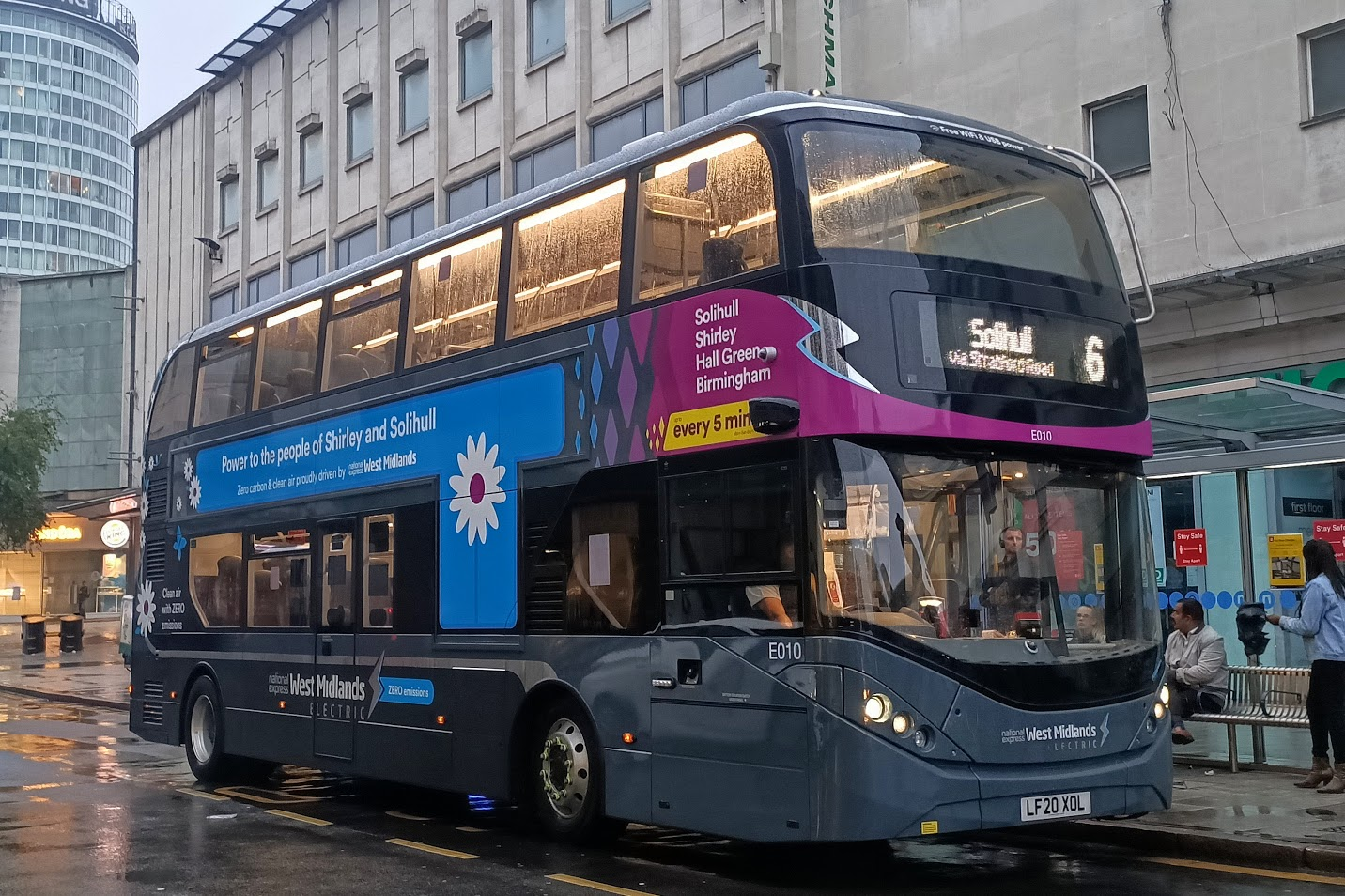
Enviro400 EV в Бирмингеме
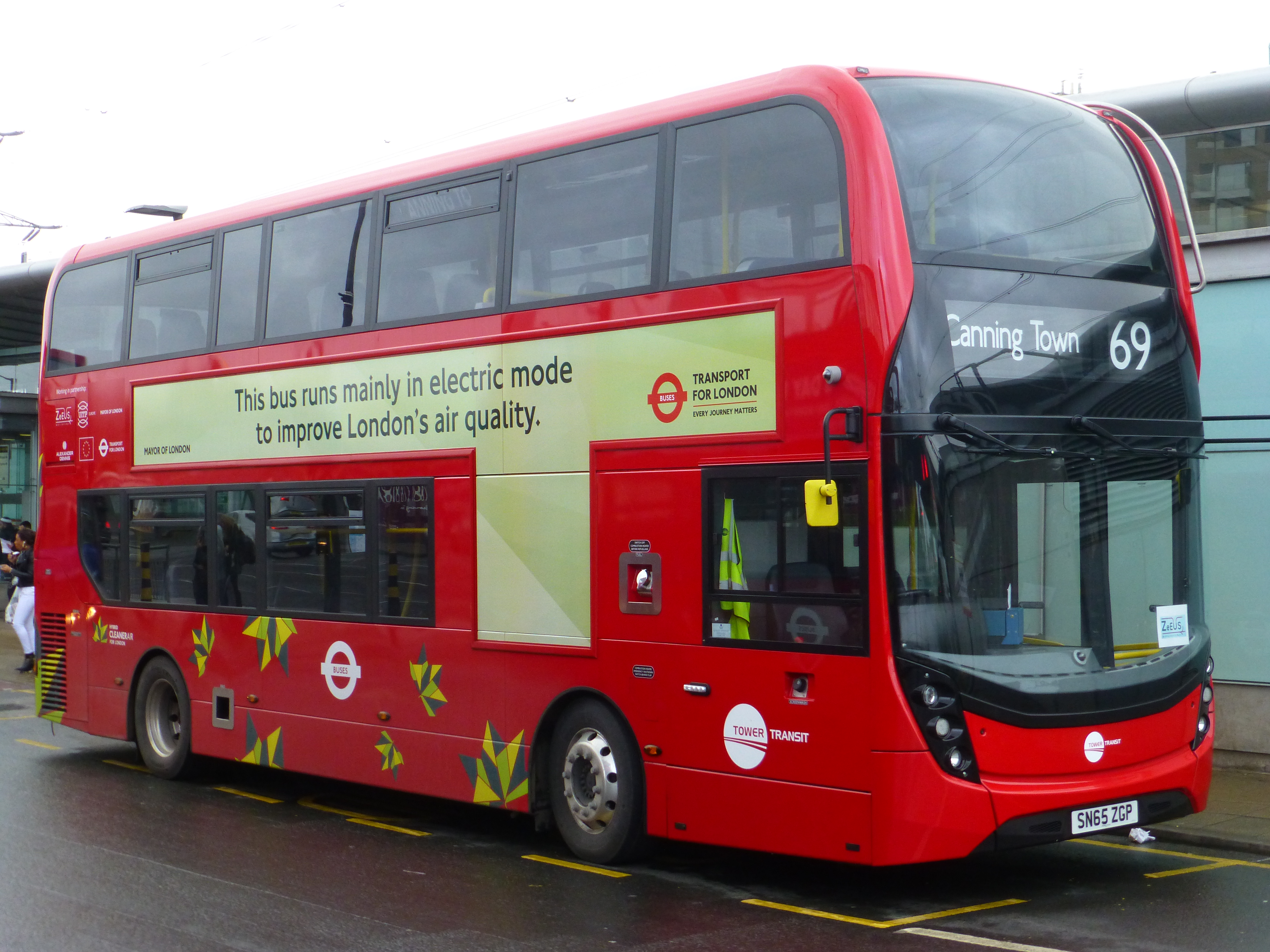
Enviro400 Virtual Electric в Лондоне
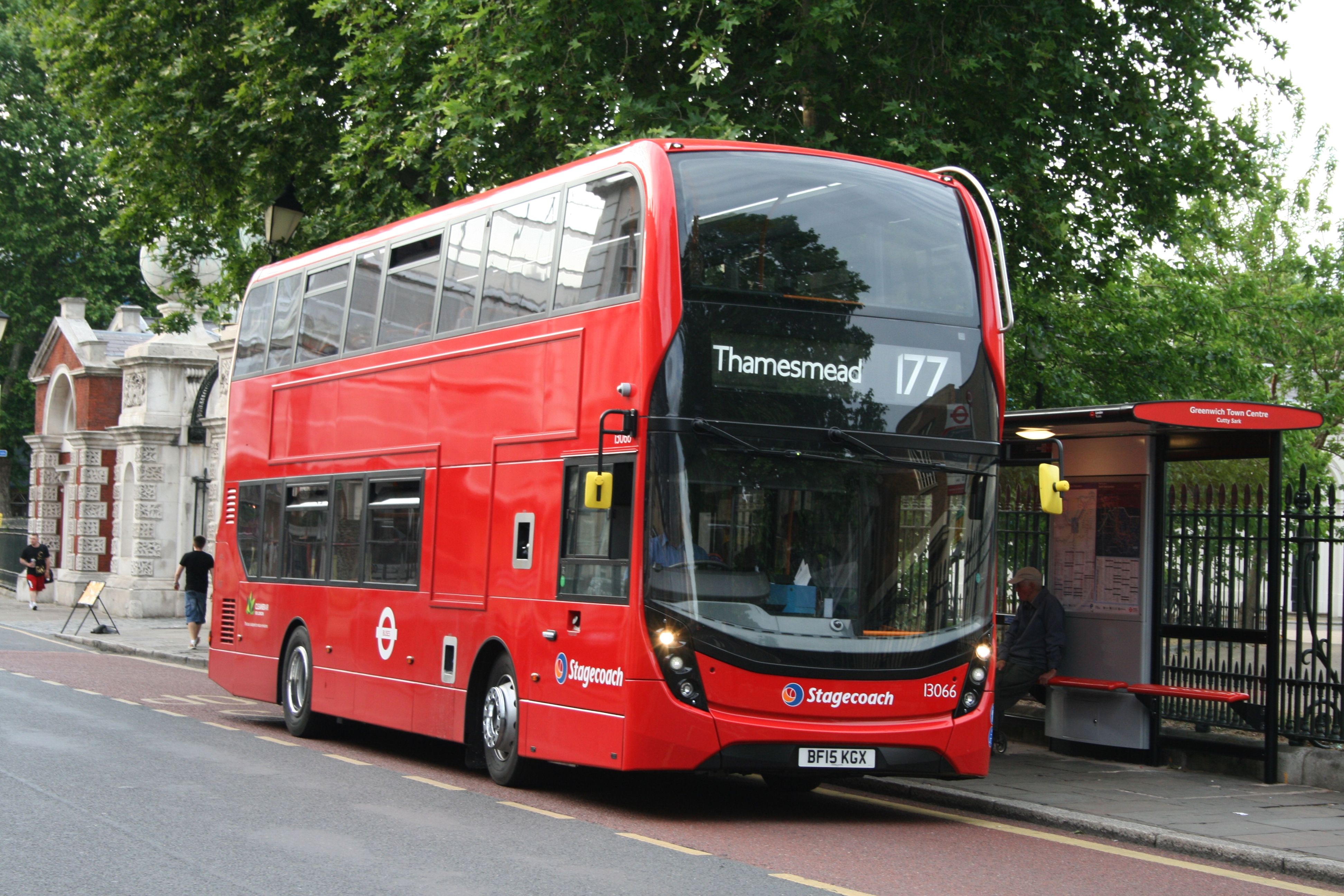
Гибридный автобус на шасси Volvo B5LH